# Rozmowa dnia (TVP Info)
Rozmowa dnia – popołudniowy program publicystyczny TVP Info nadawany od poniedziałku do piątku o 15:15. Po raz pierwszy został nadany w 2007 roku. Do programu byli zapraszani są politycy, publicyści lub eksperci. Program trwał 14 minut. Emisję programu zakończono 30 sierpnia 2013 roku, kiedy to wyemitowano ostatni odcinek z tym prowadzącym. Audycja została zastąpiona programem INFORozmowa, którą również prowadzi Jan Ordyński.